# Joseph Bidez

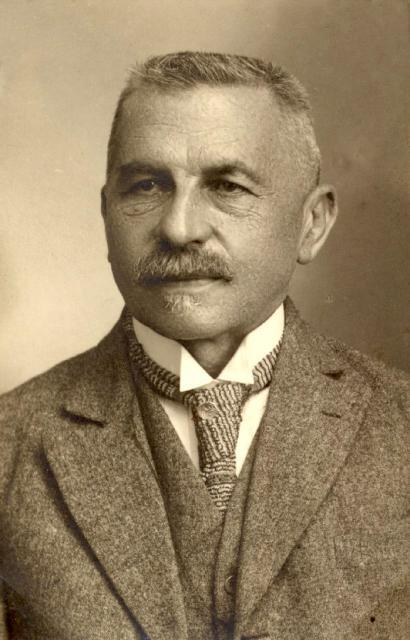
Joseph Bidez

Joseph Marie Auguste Bidez (* 9. April 1867 in Frameries, Belgien; † 20. September 1945 in Oostakker bei Gent) war ein belgischer Klassischer Philologe.

## Leben
Bidez studierte Philosophie und Literaturwissenschaften an der Universität Lüttich  und schloss das Studium 1888 mit der Promotion ab. 1891 promovierte er zum Doktor der Rechte, 1894 folgte schließlich seine dritte Promotion in Klassischer Philologie. Seit 1895 lehrte der politisch liberale Bidez an der Universität Gent Klassische Philologie, seit 1902 als außerordentlicher, seit 1907 als ordentlicher Professor. 1913 wurde er korrespondierendes und 1919 ordentliches Mitglied der Académie royale des Sciences, des Lettres et des Beaux-Arts de Belgique. 1914 wurde er korrespondierendes Mitglied der Preußischen Akademie der Wissenschaften und 1937 der British Academy. Seit 1936 war er Mitglied der Académie des Inscriptions et Belles-Lettres.
Bidez galt als ein ausgezeichneter Kenner der Geistes- und Religionsgeschichte der Spätantike, besonders des 3. und 4. Jahrhunderts. Für seine diesbezüglichen Leistungen erhielt er zahlreiche Auszeichnungen und war Mitglied mehrerer wissenschaftlicher Akademien. Er besorgte unter anderem eine Ausgabe der Kirchengeschichten des Philostorgios und des Sozomenos. Nach dem Ersten Weltkrieg, in dem er sich dem belgischen Widerstand gegen die deutschen Besatzer anschloss, weigerte er sich, dass seine Sozomenos-Ausgabe wie ursprünglich vorgesehen in Deutschland erschien.
Bidez beschäftigte sich auch intensiv mit dem römischen Kaiser Julian. Er begann die Edition seiner Werke und schrieb 1930 eine Biographie über ihn (Vie de l’Empereur Julien). Das Buch wurde von der internationalen Fachwelt mit großem Interesse aufgenommen, da es sowohl eine Auswertung des immensen Quellenmaterials beinhaltete als auch stilistisch äußerst gelungen war. 1940 wurde das Werk ins Deutsche übersetzt und genoss auch in Deutschland große Anerkennung. Mitten im Krieg wurde es wiederholt aufgelegt, 1956 erschien die bisher letzte deutschsprachige Auflage im Rowohlt Verlag. Bis heute gilt es, wenngleich in Teilen überholt, als Standardwerk.

## Schriften (Auswahl)
- La biologie d’Empedocle. Gand 1892.
- Vie de Porphyre, le philosophe néo-platonicien. Avec les fragments des traités Περι Αγαλματων et De regressu animae. Gand 1913.
- Vie de l’Empereur Julien. Paris 1930.
  - Deutsche Übersetzung von Hermann Rinn: Julian der Abtrünnige. München 1940. Taschenbuchausgabe unter dem Titel: Kaiser Julian. Hamburg 1956.
- als Hrsg. mit Gabriel Rochefort und Christian Lacombrade: Julien. Œuvres complètes. 2 Bände in 4 Teilbänden. Les Belles Lettres, Paris 1924–1964.
- mit Franz Cumont: Les mages hellénisés. Zoroastre, Ostanès et Hystaspe d’après la tradition grecque. 2 Bände. Les belles lettres, Paris 1938.
- als Hrsg.: Sozomenus. Kirchengeschichte. Eingeleitet, zum Druck besorgt und mit Registern versehen von Günther Christian Hansen. Berlin 1960.
- als Hrsg.: Philostorgius. Kirchengeschichte. Mit dem Leben des Lucian von Antiochien und den Fragmenten eines arianischen Historiographen. Hinrichs, Leipzig 1913; 3., bearbeitete Auflage von Friedhelm Winkelmann, Berlin 1981.